# Piedra Escrita
Piedra Escrita es un monolito granítico natural, enclavado en el término municipal de Cenicientos, al suroeste de la Comunidad de Madrid (España). En él aparecen grabados unos relieves y una inscripción romana por la cara frontal, y por la trasera una huella de plantígrado, claramente retocada sobre un bulto natural. En agosto de 2021 la Comunidad de Madrid lo declaró Bien de Interés Cultural, en la categoría de «Zona de Interés Arqueológico».

## Coordenadas
Sus coordenadas exactas son:
- Latitud: 40° 14' 42.04" N
- Longitud:: 4° 26' 38.41" O
- Datum WGS84, Huso 30

## Descripción y posible significado
Se trata de una piedra de granito, de unos 7 m de altura y 9 m de circunferencia. En su lado occidental hay labrada una hornacina de cabecera semicircular, en cuyo interior puede apreciarse una escena con dos personas frente a una tercera, ataviadas con ropas talares romanas. A sus pies se sitúan dos siluetas borrosas de animales, posiblemente correspondientes a un bóvido y un óvido o cáprido echados. A la izquierda del espectador se aprecia una inscripción, que se interpretó inicialmente en minúsculas y de época medieval, con el texto "A las tres Marías". Por ello el monumento se pensaba de esta época, en relación con la iglesia del siglo XIII que allí había existido.
Algunos años más tarde, en 1995, la epigrafista de la UAM, Alicia M. Canto reconoció la inscripción romana que subsistía bajo diversos retoques medievales y pudo leerla, resultando ser la dedicatoria votiva de un particular en agradecimiento a la diosa Diana, con el texto: A(nimo) l(ibens) s(olvit votum) • Sisc(inius?) Q(uietus?, -uartus?) Dianae, con lo que el monumento sería primeramente un oratorio rupestre romano, a modo de santuario rural. En la Edad Media, ya más borroso todo, viéndose en él tres figuras con ropas largas, fue interpretado como las tres Marías del Nuevo Testamento, retocándose la inscripción para que así lo dijera. Indicó una serie de paralelos para este tipo de santuarios, especialmente el muy conocido de las afueras de Segóbriga, dedicado también a Diana (aunque en su variante de cazadora), que cuenta con una serie de hornacinas grabadas muy similares, así como que la diosa Diana con ropas talares y el oso como su animal favorito tiene un buen paralelo en una dedicación a la diosa Artio de la ciudad suiza de Muri (Museo de Berna), mientras que la garra de oso puede probarse que era una señal delimitadora de bosques (generalmente sagrados) en el mundo romano.
Pero no sería la religiosa su única función. Alineándolo con otros hitos antiguos en una línea N-S, la misma autora propuso que "Piedra Escrita" formara parte de la frontera romana entre las provincias Hispania Citerior y Lusitania, que estaba sin definir bien en su franja meseteña; ahora sería posible atribuir Ávila a la Lusitania vetona.  
En el entorno se pueden encontrar las clásicas tumbas excavadas en piedra, típicas de época altomedieval.

## Localización
Para acceder al lugar hay que tomar la carretera de Cenicientos a Almorox y desviarse a la altura del km 4 a la derecha, un poco antes de llegar a la provincia de Toledo. Es fácil de reconocer porque el acceso es ancho y está delante de una curva bastante cerrada (90°) en la que se encuentra una señal indicativa con el punto kilométrico de la carretera. Tras bajar por el camino unos 280 metros, se llega a una explanada donde comienza una finca privada. Se puede pedir permiso para atravesarla y llegar a otra, desde la que ya se divisa la piedra mirando un poco a la derecha. No hay camino de acceso.